# Захарук, Дмитрий Васильевич
Дми́трий Васи́льевич Захару́к (укр. Дмитро Васильович Захарук; род. 15 февраля 1940, село Задубровцы, Станиславская область, Украинская ССР) — украинский государственный деятель, председатель исполнительного комитета Ивано-Франковского областного совета (1990), депутат Верховной рады Украины I созыва (1990—1992).

## Биография
Родился 15 февраля 1940 года в селе Задубровцы Станиславской области (ныне в Ивано-Франковской области) Украинской ССР в крестьянской семье.
В 1958 году окончил Коломыйское педагогическое училище. Также в дальнейшем окончил Дрогобычский педагогический институт и Львовский государственный университет.
В 1958 году был старшим пионервожатым в Красноставской семилетней школе Снятынского района Станиславской области, затем работал учителем в Подвысоковской средней школе Снятынского района, с 1959 года — учителем Верхнемайданской семилетней школы Станиславской области, затем учителем Задубровской школы Станиславской области.
С 1961 года работал в Полюховской начальной школе Львовской области, с 1969 года был заведующим отделом писем и массовой работы Перемышлянской районной газеты «Победа» Львовской области.
С 1975 года работал ответственным секретарём, затем корреспондентом, заведующим отделом сельского хозяйства редакции областной газеты «Прикарпатская правда» (г. Ивано-Франковск), с 1979 года являлся слушателем Высшей партийной школы при ЦК КП УССР (г. Киев).
С 1981 года являлся заведующим отделом сельского хозяйства газеты «Прикарпатская правда», с 1982 года был собственным корреспондентом ТАСС-РАТАУ по Ивано-Франковской области, с 1986 года занимал должность ответственного секретаря областной организации Союза журналистов СССР.
С 1987 года работал экономистом агрофирмы «Прут», был главным редактором информационно-рекламной газеты «Агро».
Являлся членом КПСС, принимал участие в создании Общества украинского языка имени Тараса Шевченко, Народного руха Украины, Демократической партии Украины.
В 1990 году в ходе первых альтернативных парламентских выборов в Украинской ССР был выдвинут кандидатом в народные депутаты трудовым коллективом совхоза «Задубровский», 4 марта 1990 года в первом туре был избран народным депутатом Верховного совета Украинской ССР XII созыва (в дальнейшем — Верховной рады Украины I созыва) от Снятынского избирательного округа № 220 Ивано-Франковского области, набрал 50,29 % голосов среди 5 кандидатов. В парламенте являлся членом комиссии по вопросам планирования, бюджета, финансов и цен, был членом депутатской группы «Народная рада», входил во фракции Народного руха Украины и Конгресса национально-демократических сил, являлся депутатом до 18 июня 1992 года. Одновременно с апреля по сентябрь 1990 года был председателем исполнительного комитета Ивано-Франковского областного совета.
На парламентских выборах в марте 1994 года был кандидатом в народные депутаты Украины по Надворнянскому избирательному округу № 201 Ивано-Франковской области, в первом туре получил 33,06 % голосов, занял 1 место среди 14 претендентов, во втором туре получил 35,13 % голосов среди двух кандидатов, занял второе место и не был избран.
С 2010 по 2015 год избирался депутатом Ивано-Франковского областного совета от партии «Батькивщина».
Награждён орденом «За заслуги» III (1997).